# 측지선
기하학에서 측지선(測地線, geodesic) 또는 지름길이란 직선의 개념을 굽은 공간으로 일반화한 것이다. 많은 경우, 측지선은 표면의 두 지점 사이의 가장 짧은 경로를 나타내는 곡선이다. (준 리만 다양체, 예를 들어 로렌츠 다양체의 경우 정의는 더 복잡하다.) 아핀 접속을 갖는 매끄러운 다양체에서도 정의될 수 있다.

## 정의
로비어 공간 {\displaystyle (X,d)}과 닫힌구간 {\displaystyle [a,b]\subseteq \mathbb {R} }가 주어졌다고 하자.
만약 함수
{\displaystyle \gamma \colon [a,b]\to X}
에 대하여, 다음 조건이 성립하게 하는 상수 {\displaystyle v\in [0,\infty )}가 존재한다면, {\displaystyle \gamma }를 (대역적) 측지선((大域的)測地線, 영어: (global) geodesic)이라고 한다.:4, Definition 1.3:Definition 7.1(2)
{\displaystyle \forall s,t\in [a,b]\colon s\leq t\implies d(\gamma (s),\gamma (t))=v(t-s)}
이는 항상 길이를 갖는 곡선이며, 그 길이는 물론 {\displaystyle v(b-a)}이다. {\displaystyle v}를 측지선 {\displaystyle \gamma }의 속력(速力, 영어: speed)이라고 한다.
만약 닫힌구간 {\displaystyle [a,b]\subseteq \mathbb {R} } 위에 정의된 함수
{\displaystyle \gamma \colon [a,b]\to X}
가 다음 조건을 만족시킨다면, 국소 측지선(局所測地線, 영어: local geodesic)이라고 한다.:4, Definition 1.3:Definition 7.1(2)
임의의 {\displaystyle t\in [a,b]}에 대하여, 제한 {\displaystyle \gamma \upharpoonright [c,d]}가 대역적 측지선이 되는 닫힌 근방 {\displaystyle [a,b]\supseteq [c,d]\ni t}가 존재한다.
사실 {\displaystyle [a,b]}가 콤팩트 공간이므로, 위 조건은 다음을 만족시키는 음이 아닌 실수 {\displaystyle v\in [0,\infty )} 및 양의 실수 {\displaystyle \epsilon \in \mathbb {R} ^{+}}의 존재와 동치이다.
{\displaystyle \forall s,t\in [a,b]\colon 0\leq t-s<\epsilon \implies d(\gamma (s),\gamma (t))=v(t-s)}
이 역시 길이를 갖는 곡선이며, 그 길이는 역시 {\displaystyle v(b-a)}이다.
로비어 공간 {\displaystyle (X,d)}에 대하여, 다음 조건들을 정의하자.
- 만약 임의의 두 {\displaystyle x,y\in X}에 대하여, {\displaystyle \gamma (a)=x}이자 {\displaystyle \gamma (b)=y}인 대역적 측지선 {\displaystyle \gamma \colon [a,b]\to X}가 존재한다면, {\displaystyle (X,d)}를 측지선 로비어 공간(測地線Lawvere空間, 영어: geodesic Lawvere space)이라고 한다.[1]:4, Definition 1.3
- 만약 임의의 두 {\displaystyle x,y\in X}에 대하여, {\displaystyle \gamma (0)=x}이자 {\displaystyle \gamma (1)=y}인 대역적 측지선 {\displaystyle \gamma \colon [0,1]\to X}가 유일하게 존재한다면, {\displaystyle (X,d)}를 유일 측지선 로비어 공간(唯一測地線Lawvere空間, 영어: uniquely geodesic Lawvere space)이라고 한다.[1]:4, Definition 1.3

모든 측지선 로비어 공간은 길이 로비어 공간이다.

### 다양체의 측지선
다음 데이터가 주어졌다고 하자.
- 매끄러운 다양체 {\displaystyle M}
- {\displaystyle M} 위의 아핀 접속 {\displaystyle \nabla }
- 실수 닫힌구간 {\displaystyle [a,b]\subseteq \mathbb {R} ,\qquad (a\leq b)}

이 경우, {\displaystyle M} 위의 에너지 측지선은 다음 조건을 만족시키는, 매끄러운 곡선
{\displaystyle \gamma \colon [a,b]\to M}
이다. 우선, {\displaystyle \gamma }의 상을 포함하는 임의의 열린집합 {\displaystyle U\supseteq \gamma ([a,b])} 위에, 다음 조건을 만족시키는 임의의 벡터장을 고르자.
{\displaystyle X\in \Gamma ^{\infty }(U,\mathrm {T} U)}
{\displaystyle \forall t\in [a,b]\colon {\dot {\gamma }}(t)=X_{\gamma (t)}}
그렇다면, {\displaystyle X}는 다음 조건을 만족시켜야 하며, 이를 측지선 방정식(測地線方程式, geodesic equation)이라고 한다.
{\displaystyle \forall t\in [a,b]\colon (\nabla _{X}X)_{\gamma (t)}=0\in {\mathrm {T} }_{\gamma (t)}M}
측지선 방정식은 대략 접벡터가 측지선을 따라 이동할 때 평행을 유지한다는 것을 의미한다.
이 조건이 성립하는지 여부는 사실 {\displaystyle X}의 선택에 의존하지 않음을 보일 수 있다. 사실, 위 조건은 국소 좌표계로 적으면 다음과 같다.
{\displaystyle {\ddot {\gamma }}^{k}+\sum _{i,j}\Gamma _{ij}^{k}{\dot {\gamma }}^{i}{\dot {\gamma }}^{j}=0}
여기서 {\displaystyle \Gamma _{ij}^{k}}는 {\displaystyle \nabla }의 크리스토펠 기호이다.

## 성질

### 기초적 성질
임의의 로비어 공간 {\displaystyle (X,d)} 및 임의의 양의 실수 {\displaystyle C\in \mathbb {R} ^{+}}가 주어졌을 때, {\displaystyle (X,Cd)} 역시 로비어 공간을 이룬다. 이 경우, {\displaystyle (X,Cd)}의 (국소) 측지선은 다음과 같다.
- 임의의 함수 {\displaystyle \gamma \colon [a,b]\to X}에 대하여, {\displaystyle \gamma }가 측지선인 것은 {\displaystyle \gamma '\colon [Ca,Cb]\to (X,Cd)}, {\displaystyle t\mapsto \gamma (t/c)}가 측지선인 것과 동치이다.
- 임의의 함수 {\displaystyle \gamma \colon [a,b]\to X}에 대하여, {\displaystyle \gamma }가 국소 측지선인 것은 {\displaystyle \gamma '\colon [Ca,Cb]\to (X,Cd)}, {\displaystyle t\mapsto \gamma (t/c)}가 국소 측지선인 것과 동치이다.

마찬가지로, 반대 로비어 공간 {\displaystyle X^{\operatorname {op} }=(X,d^{\operatorname {op} })} 위의 측지선은 다음과 같다.
- 임의의 함수 {\displaystyle \gamma \colon [a,b]\to X}에 대하여, {\displaystyle b>a}일 때, {\displaystyle \gamma }가 측지선인 것은 {\displaystyle \gamma '\colon [a,b]\to X^{\operatorname {op} }}, {\displaystyle t\mapsto \gamma (b-(t-a)/(a-b))}가 측지선인 것과 동치이다.
- 임의의 함수 {\displaystyle \gamma \colon [a,b]\to X}에 대하여, {\displaystyle b>a}일 때, {\displaystyle \gamma }가 국소 측지선인 것은 {\displaystyle \gamma '\colon [a,b]\to X^{\operatorname {op} }}, {\displaystyle t\mapsto \gamma (b-(t-a)/(a-b))}가 국소 측지선인 것과 동치이다.

임의의 매끄러운 다양체 및 아핀 접속 {\displaystyle (M,\nabla )}에 대하여, 그 위의 에너지 측지선은 매개 변수의 아핀 변환에 의존하지 않는다.

### 위상수학적 성질
임의 확장 유사 거리 공간(즉, 대칭 계량을 갖는 로비어 공간)에서, (상수 {\displaystyle v}에 대하여 성립하는) 측지선은 항상 (같은 상수 {\displaystyle v}에 대한) 립시츠 연속 함수이며, 특히 균등 연속 함수이자 연속 함수이다.
일반적 로비어 공간의 경우 측지선이 (열린 공 위상에서) 연속 함수일 필요는 없다. 그러나 닫힌구간 {\displaystyle [a,b]} 위에 다음과 같은 기저를 갖는 조르겐프라이 위상
{\displaystyle \{[c,d)\cap [a,b]\colon c,d\in \mathbb {R} \}\colon }
을 부여할 때, 측지선 {\displaystyle [a,b]\to X}는 {\displaystyle X}의 열린 공 위상에 대하여 연속 함수이다. (조르겐프라이 위상은 표준적 위상보다 더 섬세한 위상이다.)

### 길이 공간
길이 로비어 공간 {\displaystyle (X,d)}의 경우, 함수 {\displaystyle \gamma \colon [a,b]\to X}가 속력 1의 측지선이 될 필요 충분 조건은 {\displaystyle \gamma }가 두 점 {\displaystyle a}, {\displaystyle b}를 잇는 최단의 길이를 갖는 곡선인 것이다.

### 리만 다양체
준 리만 다양체 {\displaystyle (M,g)} 위의 매끄러운 함수
{\displaystyle \gamma \colon [a,b]\to M}
에 대하여, 다음과 같은 두 범함수를 정의할 수 있다.
{\displaystyle \operatorname {length} (\gamma )=\int _{a}^{b}{\sqrt {g_{\gamma (t)}({\dot {\gamma }}(t),{\dot {\gamma }}(t))}}\;\mathrm {d} t}
{\displaystyle \operatorname {energy} (\gamma )={\frac {1}{2}}\int _{a}^{b}g_{\gamma (t)}({\dot {\gamma }}(t),{\dot {\gamma }}(t))\;\mathrm {d} t}
이 둘은 {\displaystyle \gamma }에 대한 작용을 이루며, 이 둘에 대한 오일러-라그랑주 방정식을 정의할 수 있다. {\displaystyle \operatorname {length} (\gamma )}는 곡선의 길이이며, {\displaystyle \operatorname {energy} (\gamma )}는 단위 질량의 입자의 (비(非)상대론적) 운동 에너지이다. 길이 범함수는 매개 변수의 변환에 대하여 불변이지만, 에너지 범함수의 경우 그렇지 않다.
임의의 준 리만 다양체에서, 에너지 범함수 {\displaystyle \operatorname {energy} }의 오일러-라그랑주 방정식은 측지선 방정식과 같다.
리만 다양체 {\displaystyle (M,g)}는 매끄러운 다양체이며, 또한 항상 길이 로비어 공간을 이룬다. 이에 따라, 측지선의 개념과 다양체 측지선의 개념을 동시에 적용할 수 있다. 리만 다양체 위의 에너지 측지선
{\displaystyle \gamma \colon [a,b]\to M}
의 경우, {\displaystyle \gamma \circ f}가 국소 측지선을 이루는 증가 전단사 연속 함수 {\displaystyle [a',b']\to [a,b]}가 존재한다. 반대로, 매끄러운 국소 측지선 {\displaystyle \gamma \colon [a,b]\to M}의 경우, {\displaystyle \gamma \colon g}가 에너지 측지선을 이루는 증가 전단사 연속 함수 {\displaystyle [a',b']\to M}이 존재한다.

## 예
임의의 로비어 공간 또는 매끄러운 다양체 {\displaystyle X} 위의 상수 곡선
{\displaystyle \gamma \colon [a,b]\to X}
{\displaystyle \gamma \colon t\mapsto x\qquad \forall t\in [a,b]}
는 자명하게 측지선을 이룬다.

### 이산 공간과 비이산 공간
임의의 기수 {\displaystyle \kappa }에 대하여, 크기 {\displaystyle \kappa }의 집합 {\displaystyle X} 위에 유사 거리 함수
{\displaystyle d(x,y)={\begin{cases}0&x=y\\\infty &x\neq y\end{cases}}\qquad \forall x,y\in X}
를 부여하자. (이는 이산 공간에 해당한다.) 이 경우, 측지선은 상수 곡선 밖에 없다.
크기 {\displaystyle \kappa }의 집합 {\displaystyle X} 위에 로비어 공간 구조
{\displaystyle d(x,y)=0\qquad \forall x,y\in X}
를 주자. (이는 비이산 공간에 해당한다.) 이 경우, 임의의 곡선
{\displaystyle \gamma \colon [a,b]\to X}
은 측지선이다.

### 노름 공간
노름 공간 {\displaystyle (V,\|\|)}가 주어졌다고 하자. 만약 거리 함수
{\displaystyle d(u,v)=\|u-v\|=\|v-u\|}
를 부여하였을 때, 이는 유일 측지선 공간이며, 임의의 서로 다른 두 벡터 {\displaystyle u,v\in V} 사이의 측지선은 다음과 같은 꼴의 선분이다.
{\displaystyle \gamma \colon [0,\|u-v\|]\to V}
{\displaystyle \gamma \colon t\mapsto u+{\frac {t}{\|v-u\|}}(v-u)\qquad (u\neq v)}

특히, 유클리드 공간의 거리는 위와 같이 노름으로 주어지므로, 유클리드 공간의 측지선은 선분이다.
유클리드 공간을 리만 다양체로 여겼을 때, (직교좌표계에서) 크리스토펠 기호가 0이다.
{\displaystyle \Gamma _{ij}^{k}=0}
따라서 측지선 방정식은 단순히 가속도가 0인 것이 된다.
{\displaystyle {\ddot {\gamma }}=0}

### 초구

구면 위의, 세 개의 측지선을 ‘변’으로 하는 ‘삼각형’

초구 위의 측지선은 대원이라고 한다.

### 직선 위의 리만 계량
실수선 {\displaystyle \mathbb {R} } 위에 다음과 같은 리만 계량을 주자.
{\displaystyle d(x,x')=\int _{x}^{x'}{\sqrt {g(y)}}\,\mathrm {d} y\qquad (x\leq x')}
{\displaystyle g\colon \mathbb {R} \to \mathbb {R} ^{+}}
그렇다면, 이 경우 크리스토펠 기호는 다음과 같다.
{\displaystyle \Gamma (x)={\frac {1}{2g(x)}}{\dot {g}}(x)={\frac {1}{2}}{\frac {\mathrm {d} }{\mathrm {d} x}}\ln(g(x))}
측지선 방정식은 다음과 같다.
{\displaystyle {\ddot {\gamma }}(t)+\Gamma (\gamma (t)){\dot {\gamma }}(t)^{2}=0}
이는 2차 상미분 방정식이다. 이는 위치 및 속도 의존 힘
{\displaystyle F=-\Gamma (\gamma (t)){\dot {\gamma }}^{2}}
의 영향을 받는 입자의 운동이다.
예를 들어, 크리스토펠 기호가 상수인 경우, 즉
{\displaystyle g(x)=g_{0}\exp(2\Gamma x)}
인 경우, 이 방정식은
{\displaystyle {\ddot {\gamma }}(t)+\Gamma {\dot {\gamma }}(t)^{2}=0}
이며, 그 해는
{\displaystyle {\dot {\gamma }}(t)=\left(v_{0}+\Gamma t\right)^{-1}}
{\displaystyle \gamma (t)=\Gamma ^{-1}\ln |v_{0}+\Gamma t|+x_{0}}
이다.

## 역사와 어원
‘측지선’이라는 용어는 지구상의 두 점 사이의 최단 경로(대원의 일부) 따위를 연구하는 측지학에서 온 것이다. 한국어의 경우, 대한수학회 용어집에서는 "측지선", 한국물리학회 용어집에서는 "지름길"을 쓴다. 측지선은 헤아릴 측(測), 땅 지(地), 줄 선(線) 자를 쓴다.

## 응용
일반 상대성 이론에서, 시공간은 준 리만 다양체를 이룬다. 이 경우, 시험 입자(에너지와 운동량이 매우 작아, 시공간에 거의 영향을 끼치지 않는 입자)는 시공간의 측지선을 따라 움직인다.

## 같이 보기
- 지름길
- 일반 상대성 이론의 지름길
- 굽은 시공간
- 타원면에 대한 측지선
- 지오데식

## 참고 문헌
1. 1 2 3 4  Bridson, Martin R.; Häfliger, André. 《Metric spaces of non-positive curvature》. Grundlehren der mathematischen Wissenschaften (영어) 319. Springer-Verlag. doi:10.1007/978-3-662-12494-9. ISBN 978-3-540-64324-1. ISSN 0072-7830.
2. 1 2  Mennucci, Andrea C. G. “Geodesics in Asymmetric Metric Spaces” (PDF). 《Analysis and Geometry in Metric Spaces》 (영어).
3. ↑  최용기; 박기용 (2015). 《토목기사 과년도 시리즈 - 측량학》. 성안당. 1-11쪽. ISBN 9788931568080.
4. ↑  대한수학회 수학용어 https://www.kms.or.kr/mathdict/list.html?key=ename&keyword=geodesic
5. ↑  한국물리학회 물리학용어집 https://www.kps.or.kr/content/voca/search.php?et=en&find_kw=geodesic
6. ↑  https://hanja.dict.naver.com/#/entry/ccko/83282c49222c435c9e1b9edc2802fe48